# Cratere Lowell (Luna)
Lowell è un cratere lunare di 62,65 km situato nella parte sud-orientale della faccia nascosta della Luna.
Il cratere è dedicato all'astronomo statunitense Percival Lowell.